# 2122 Pyatiletka
A 2122 Pyatiletka (ideiglenes jelöléssel 1971 XB) a Naprendszer kisbolygóövében található aszteroida. Tamara Mihajlovna Szmirnova fedezte fel 1971. december 14-én. A szovjet tervgazdaság egyik alapeleméről, az ötéves tervről (pjatyiletka) nevezték el.